# Bosko the Doughboy
Pour plus de détails, voir Fiche technique et Distribution.
Bosko the Doughboy est un dessin animé de la Warner Bros. Pictures, dans la série des Bosko (Looney Tunes), sorti en 1931.
Il a été réalisé par Hugh Harman et produit par Harman et Rudolf Ising diffusé pour la première fois le 17 octobre 1931. De plus, Leon Schlesinger est crédité comme producteur associé. Le dessin animé est considéré comme l’un des meilleurs films de Bosko.
La partition du film a été composée par Frank Marsales.

## Synopsis
Dans une bataille qui semble parodier les combats de la Première Guerre mondiale, le vaillant soldat des tranchées, Bosko, est en train de manger lorsque le feu de l’ennemi détruit sa nourriture. Il attrape un morceau de fromage dans une souricière et essaye de le manger. Il soupire alors que d'autres explosions pleuvent sur ses décombres. Il sort une photo de Honey de son short et l'embrasse, mais une balle détruit la photo. Il juge de se venger, mais lorsqu'il tente de sortir de la tranchée, il est repoussé par un tir de barrage. Pour lui remonter le moral, un cheval soldat joue de son harmonica et les deux commencent à danser. Un troisième soldat, un chien, essaie de dormir mais une puce le mord. Malgré ses tentatives pour s'en débarrasser, il arrive pas atteindre la puce. Bosko attrape le casque du chien et le tient en l'air pendant que les balles ennemies lui perforent des trous déchiquetés, il le rend au chien reconnaissant, qui l'utilise contre la puce. Puis Bosko voit une souris, qui pilote un pélican, larguer des bombes et utilise le chien comme une fronde pour abattre le pélican. En essayant de capturer un nid de mitrailleuse, dans un nid d'oiseau, un hippopotame amical est abattu par une artillerie lourde. Bosko lie un tissu blanc à un poteau en guise de drapeau de trêve pour pouvoir aider l'hippopotame, mais une autre bombe s'y accroche. Le tissu s’approche ensuite et dépose la bombe à côté du canon pour la faire exploser. Il sauve ensuite le soldat blessé en décompressant son nombril et en récupérant l'obus. Le projectile explose quand même rendant Bosko entièrement noir et le poussant à s'exclamer "Mammy!" à la Al Jolson.

## Fiche technique
- Titre original : Bosko the Doughboy
- Réalisation : Hugh Harman
- Producteurs : Hugh Harman, Rudolf Ising et Leon Schlesinger
- Musique : Frank Marsales
- Production : Leon Schlesinger Studios
- Distribution : Warner Bros. Pictures
- Durée : 7 minutes
- Format : noir et blanc - mono
- Langue : anglais
- Pays : États-Unis
- Date de sortie :  États-Unis : 17 octobre 1931
- Genre : Dessin-animé
- Licence : domaine public[2]